# Léo Gago
Leonardo David de Moura, mais conhecido como Léo Gago (Campinas, 17 de fevereiro de 1983), é um ex-futebolista brasileiro que atuava como volante, meia e lateral-esquerdo.

## Carreira
Léo Gago iniciou sua carreira nas categorias de base do Independente-SP, logo depois ingressando no time da mesma cidade a Inter de Limeira.
Rodou por algumas equipes no Brasil, mas foi no Campeonato Brasileiro de 2009 que se destacou jogando pelo Avaí Futebol Clube, aonde se destacou com potentes chutes anotando 6 gols em 31 jogos. Além de ter realizado partidas memoráveis a ponto de ser considerado uma das revelações do campeonato e um dos importantes jogadores na excelente campanha do Avaí.
No final do mesmo ano foi contratado pelo Club de Regatas Vasco da Gama para a temporada de 2010.
Em agosto de 2010, com poucas chances no time após a chegada do técnico PC Gusmão, Léo Gago foi emprestado ao Coritiba. Em dezembro do mesmo ano, assina um contrato de 3 anos com o Coritiba, que compra 25% do passe do atleta. Apesar do contrato com o Coxa valer até o fim de 2013, no dia 26 de dezembro de 2011, é anunciada a transferência de Léo para o Grêmio.

### Palmeiras
Em 2013, numa negociação que envolveu outros quatro atletas do Grêmio na troca com o atacante Hernán Barcos, Léo Gago foi liberado para atuar no Palmeiras.

### Grêmio
Ao final da temporada de 2013, já início de pré-temporada e reapresentação de grupo para 2014, Léo Gago retorna ao Grêmio que o havia emprestado para o Palmeiras na transação envolvendo Hernán Barcos.
Para a sequência da temporada de 2014, após a paralisação para a Copa do Mundo FIFA, Léo Gago foi emprestado ao Bahia até o final do ano.
Em 2015, Léo Gago foi contratado pelo Bragantino, onde jogou o Paulistão e Copa do Brasil, mas atualmente Léo Gago foi contratado pelo América-RN até o final da temporada.

### Futebol Amador
Após rodar por muitos clubes brasileiros, Léo Gago, com 33 anos, anunciou em 2016 que iria jogar no futebol amador de Curitiba para atuar até o final do ano, na qual deixou claro que após essa experiência ele pretende voltar ao futebol profissional. Sua estreia aconteceu com uma vitória (não marcou gols) no dia 8 de outubro, defendendo a equipe Iguaçu, time do bairro de Santa Felicidade.
Em 2017, defendeu as cores do Cianorte Futebol Clube.

## Títulos
Mineiros
- Campeonato Goiano da 2ª divisão: 2004

Ceará
- Campeonato Cearense: 2006

Fortaleza
- Campeonato Cearense: 2007

Avaí
- Campeonato Catarinense: 2009

Vasco da Gama
- Copa da Hora: 2010

Coritiba
- Campeonato Brasileiro - Série B: 2010[5]
- Campeonato Paranaense: 2011

Palmeiras
- Campeonato Brasileiro - Série B: 2013